# Marcello Colafigli
Marcello Colafigli, detto Marcellone (Poggio Mirteto, 12 novembre 1953), è un mafioso italiano, uno dei boss dell'organizzazione criminale romana nota come la Banda della Magliana tra le più potenti e pericolose mafie italiane tra la fine degli anni settanta e l'inizio degli anni novanta.

## Biografia
Orfano di madre e sopravvissuto a un parto gemellare in cui il fratello nacque morto, Marcello Colafigli compie gli studi superiori nell'istituto per geometri. Aveva un altro fratello di nome Alberto che gravitava intorno alla banda ma con ruoli marginali dediti allo spaccio, morto prematuramente negli anni '90. La sua natura malavitosa, però, prenderà in lui il sopravvento e, assieme all'amico fraterno Franco Giuseppucci, si organizza spesso in diverse batterie dedite alle rapine. Gli altri malavitosi riconoscono in lui una forza fisica indescrivibile e una violenza nei modi e nelle reazioni che gli fanno ben presto guadagnare il soprannome di Marcellone.
(Antonio Mancini)
Introdotto nel nucleo originario della Banda della Magliana fin dagli albori dallo stesso Giuseppucci, il 7 novembre del 1977, partecipa al sequestro Grazioli, considerato l'atto di nascita della Banda stessa. Sarà poi uno dei killer, assieme a Nicolino Selis, Giovanni Piconi, Renzo Danesi e Giorgio Paradisi che il 25 luglio 1978, nel parcheggio dell'ippodromo romano di Tor di Valle, uccisero Franco Nicolini (detto Franchino Er criminale), padrone assoluto di tutte le scommesse clandestine dell'ippodromo e le cui attività illegali avevano suscitato l'interesse della neonata Banda che, da quel momento in poi, ebbe via libera per poter gestire una gigantesca fonte di guadagno.
Il 27 agosto dello stesso anno partecipò all’omicidio di Sergio Carozzi, un commerciante di Ostia che aveva osato denunciare per estorsione Nicolino Selis, in quei giorni uscito dall’ospedale psichiatrico di Montelupo Fiorentino (FI) con un permesso premio; a crivellare di colpi Carozzi fu Edoardo Toscano mentre suoi complici furono Colafigli (verrà condannato a 27 anni di carcere), Fabrizio Selis, Renzo Danesi, Enzo Mastropietro e Libero Mancone.
Nella suddivisione del territorio per lo smercio della droga, Colafigli (assieme ad Abbatino e a Gianfranco Sestili) controllava la zona della Magliana e di San Paolo.
Partecipò in prima linea anche alla vendetta nei confronti del clan Proietti accusati dell'omicidio del suo amico fraterno Franco Giuseppucci. Il 16 marzo 1981, nei pressi di via di Donna Olimpia, nel quartiere romano di Monteverde, assieme ad Antonio Mancini uccise Maurizio Proietti detto "il pescetto". Nel furibondo scontro a fuoco che ne seguì, Colafigli e Mancini, lievemente feriti, iniziarono a sparare sulla polizia facendosi scudo con un bambino, ma vennero poi arrestati all'interno di un appartamento dello stabile nel quale si erano barricati. Maurizio Abbatino in sede processuale racconterà di essere stato presente sul posto insieme a Raffaele Pernasetti e Giorgio Paradisi in macchina e di essere andati via con l'arrivo della polizia; il pentito disse di essersi precostituito un alibi: insieme a Edoardo Toscano doveva risultare essere a casa di Alvaro Pompili a Filettino (FR). Durante il confronto in aula Mancini, Colafigli e Pernasetti però smentirono Abbatino.
In seguito ai fatti di via di Donna Olimpia, per Colafigli si aprirono le porte del carcere con l'accusa di omicidio. Ma grazie al grande potere corruttivo della banda, riuscì ad ottenere diverse perizie mediche false e per lui iniziò un lungo girovagare nei manicomi giudiziari dove trascorse gran parte degli anni a venire. Non arrivò mai però il proscioglimento promesso a Maurizio Abbatino dal capo della cancelleria Ezio Pierantozzi attraverso giudici compiacenti; Pierantozzi ed Elio Della Corte verranno poi condannati per millantato credito pluriaggravato per aver truffato la Banda ed essersi intascati soldi e regali.

Contemporaneamente in quegli stessi anni, con l'avvento al potere del gruppo dei testaccini, guidato da Enrico De Pedis, e la mutazione della banda in un'organizzazione più imprenditoriale e mafiosa, il capitolo delle faide interne tra il clan di Renatino e quello dei maglianesi di Abbatino, Toscano e Colafigli, tocca il suo punto di scontro più sanguinoso. Di fatto, quando i testaccini smisero di rispettare la regola di aiutare i compagni in cella, Colafigli e Toscano iniziarono a maturare dei seri propositi di vendetta.
(Antonio Mancini)
Edoardo Toscano, all'epoca ancora latitante, si mise quindi alla ricerca di De Pedis deciso ad ucciderlo, ma Renatino, informato dei loro propositi omicidiari e giocando d'anticipo, sul tempo escogitò a sua volta una trappola per ucciderlo (Toscano fu assassinato ad Ostia il 16 marzo del 1989). All'interno del manicomio giudiziario di Reggio Emilia, Colafigli conosce due "cani sciolti" toscani che gli danno la disponibilità a uccidere De Pedis. Quattro mesi dopo la morte di Toscano, l'8 luglio del 1989, Colafigli, approfittando di un permesso premio, riesce ad evadere dal manicomio. Assume una nuova identità (un documento falso con il nome di un tale Vito Berdini) e compie alcuni viaggi all'estero, probabilmente per affari riguardanti lo spaccio di droga (in quegli anni, attraverso i suoi contatti, Marcellone fece arrivare via mare diversi carichi di eroina dalla Sicilia tramite il clan mafioso di Totò Riina).
Dopo vari abboccamenti finiti male, la mattina del 2 febbraio 1990 il gruppo dei maglianesi, capeggiati da Colafigli, riesce ad attirare De Pedis (che nell'ultimo periodo girava sempre assieme a dei guardaspalle) in un'imboscata, con la complicità di Angelo Angelotti (che già in passato era stato legato alla famigerata banda romana e che, nel 1981, con le sue "soffiate" aveva permesso a Danilo Abbruciati di uccidere Massimo Barbieri), che lo convince a recarsi presso la sua bottega di antiquario di via del Pellegrino, nei pressi di Campo de' Fiori. Terminato l'incontro, De Pedis sale a bordo del suo motorino Honda Vision e si avvia verso casa; viene però subito affiancato al numero civico 65 di via del Pellegrino da una potente moto con a bordo due killer assoldati per l'occasione che gli sparano un solo colpo alle spalle uccidendolo all'istante davanti ad alcuni passanti. Nei pressi sono appostati diversi membri della banda con funzione di copertura e supporto. I due killer pare siano Dante Del Santo detto "il cinghiale" e Alessio Gozzani, anche se poi quest'ultimo verrà scagionato dall'accusa di essere stato alla guida della moto, che più probabilmente veniva condotta da Antonio D'Inzillo deceduto latitante in Sudafrica nel 2008.
(Retroscena di Antonio Mancini.)
Carnovale e Colafigli si allontanano insieme da Roma, fanno tappa ad Ancona, dove da sotto al carcere fanno sapere tutto ad Antonio Mancini, e poi a Venezia dove sono raggiunti da D’Inzillo e Angelotti. Quest’ultimo si ferma per poco perché il giorno dopo torna a Roma mentre gli altri proseguono per l’Austria dove sono fermati alla frontiera. C’è un successivo viaggio in Olanda ma la polizia tedesca arresta D’Inzillo, ricovera Colafigli in un ospedale psichiatrico giudiziario e rispedisce indietro Carnovale come “indesiderato”.
Il 18 marzo del 1990 il fratello di Maurizio Abbatino, Roberto, viene brutalmente assassinato con 35 coltellate da alcuni esponenti della Banda interessati a scoprire dove si sia rifugiato il boss. Uno degli esecutori è l'Angelotti e i complici sarebbero Colafigli e Libero Mancone ma l'accusa, alla quale non crede neanche Maurizio, in tribunale non riuscirà a essere provata.
Il 26 luglio, sempre del 1990, mentre è alla guida di una Fiat Uno, nei pressi di via Giustiniano Imperatore, nel quartiere romano di San Paolo, Colafigli viene fermato da alcuni agenti in borghese della squadra mobile che con una raffica di mitra ne bloccano la fuga. Con lui viene tratto in arresto un ex terrorista neofascista dei NAR, Fausto Busato, all'epoca in semilibertà.
Condannato all'ergastolo per tre omicidi, gli viene però riconosciuta una infermità mentale con diagnosi che andavano dalla “psicosi schizofrenica paranoide”, alla “personalità epilettoide”, alla “sindrome borderline”. Nel 2012 ha fatto ritorno al carcere di Rebibbia. Nel 2021 mentre usufruiva della semilibertà è stato trovato in compagnia di pregiudicati in un bar di Ostia e per questo è stato introdotto nuovamente nel carcere a scontare l'ergastolo.
Il 4 giugno 2024 è stato nuovamente arrestato nell'ambito di un'indagine per traffico internazionale di stupefacenti, di cui è stato ritenuto organizzatore avvalendosi delle sue conoscenze,  nonostante fosse in regime di semilibertà. L'accusa mossagli dagli inquirenti è quella di aver pianificato cessioni e acquisti di ingenti quantitativi di sostanze stupefacenti dalla Spagna e dalla Colombia, mantenendo rapporti con esponenti della 'ndrangheta, della camorra, della mafia foggiana e con albanesi inseriti in un cartello narcos sudamericano, continuando a organizzare lo spaccio nel suo storico quartiere della Magliana. Tra gli altri è stata arrestata anche la responsabile della cooperativa agricola dove avrebbe dovuto svolgere attività lavorativa obbligatoria: Colafigli si allontanava senza problemi e nella struttura incontrava i suoi sodali. Aveva anche programmato un'eventuale fuga all'estero con i guadagni dei suoi traffici e con l'uso di documenti falsi.

## Colafigli nella cultura di massa
- La figura di Colafigli ha ispirato il personaggio di Bufalo nel libro Romanzo criminale, scritto nel 2002 da Giancarlo De Cataldo e riferito alle vicende realmente avvenute della Banda della Magliana. Nell'omonimo film che ne verrà poi tratto, diretto da Michele Placido nel 2005, il personaggio del Bufalo fu interpretato dall'attore Francesco Venditti, mentre nella serie televisiva, diretta da Stefano Sollima, i suoi panni furono vestiti da Andrea Sartoretti. Inoltre è stato interpretato da Roberto Brunetti in Fatti della banda della Magliana.
- Ha anche ispirato la figura del Bove in Non ci resta che il crimine.